# James B. Donovan
James Britt Donovan (29. února 1916 Bronx – 19. ledna 1970 Brooklyn) byl americký právník, důstojník námořnictva Spojených států, pracující v úřadu Office of Strategic Services a osobnost studené války, během niž se stal úspěšným mezinárodním diplomatickým vyjednavačem. Jeho postava byla ztělesněna Tomem Hanksem v celovečerním filmu Most špionů.
Mezi jeho největší úspěchy patří diplomatická výměna sestřeleného amerického pilota Francise Garyho Powerse za sovětského špiona Rudolfa Abela v roce 1962 a propuštění 1113 vězňů zadržovaných na Kubě po neúspěšné invazi v zátoce Sviní z téhož roku. Za svou činnost obdržel vyznamenání Distinguished Intelligence Medal.

## Film
V roce 2015 byl uveden film Most špionů, ve kterém je Donovan v podání Toma Hankse zástupcem chyceného sovětského špiona a vyjednává jeho výměnu za amerického letce Francise Powerse zadrženého v Sovětském svazu. K předání agentů došlo v Berlíně na Mostě špionů.